# Дискриминација избеглица
Дискриминација избеглица и миграната је неједнако третирање, искључивање или довођење у подрђен положај особе из избегличке и мигрантске популације или читаве групе људи због неког њиховог личног својства, најчешће расе, боје коже, националне припадности, етничког порекла, држављанства или вере. Такође, дискриминација је и када се особе које се налазе у неравноправном положају третирају исто.

## Контекст
Да се свет глобално суочава са масовним миграцијама, онаквим какве нису запамђене од Другог светског рата, говори процена броја особа примораних да побегну из својих домова у 2022. години. Тај број је достигао највиши ниво од почетка вођења евиденција о глобалном расељавању и према извештају „Глобални трендови” који је објавио УНХЦР, износи више од 100 милиона људи. Због ратова, сукоба, насиља, прогона и кршења људских права, крајем 2021. године, број присилно расељених људи износио је 89,3 милиона. Због све оштријих имиграционих политика, у најрањивијем положају су тзв. ирегуларни мигранти јер су у ризику да буду депортовани, притворени и искључени из друштва. Чак ни особе које имају избеглички статус или хуманитарну заштиту нису изузети од последица ксенофобије, верске, расне и националне мржње и нетрпељивости и дискриминације.
Антимигрантски сентимент и дискриминацију према избеглицама и мигрантима у многим земљама потхрањују екстремно националистички оријентисани појединци и групе на друштвеним мрежама, велики број популистичких покрета и политичких странака са крајње десне стране политичког спектра, али и поједини медији. Ксенофобна атмосфера у друштву ствара темеље дискриминаторним идеологијама на чијем су удару, пре свега, избеглице, мигранти и тражиоци азила. У таквом друштву, избеглице и мигранти се перципирају као штетни за домаћина. Са нормализацијом културе хијерархије, дискриминација се непрестано ствара, репродукује, одржава и јача. Припадници тог културног миљеа приписују изгеблицама, мигрантима и тражиоцима азила негативне особине утемељене на предрасудама и стереотипима, а таква идеологија бива прихваћено од све већег дела становништва.

## Предрасуде о избеглицама и социјална дистанца
На основу истраживања о ставовима грађана и грађанки Србије о дискриминацији које је спровео Повереник за заштиту равноправности 2019. године, видљива је најизраженија социјана дистанца према избеглицама, мигрантима и тражиоцима азила у поређењу са свим осталим друштвеним групама. Чак трећина испитаника (37%) је одговорила да не би волела да живи у истој држави са избеглицама и мигрантима, као и да не би желели да им они буду комшије (38%), што је више у односу на исто истраживаље спроведено 2016. године (30%) и 2013. године (23%). Према истом истраживању, избеглице и мигранти су најнепожељнији сарадници на послу, па их трећина учесника и учесница у истраживању не жели за колеге, док је 2016. године четвртина испитаника мислила исто. У истраживању из 2019. године је уочена највиша социјална дистанца у одговорима на готово сва питања, осим на два, где су у неповољнијој позицији били ЛГБТ грађани и грађанке (код питања кога би желели за васпитача њиховој деци и код питања о брачним и породичним везама са припадницима и припадницама одређених група).
На основу анализе медијског садржаја у 2020. години, најучесталија лажна уверења о избеглицама и мигрантима су да су напустили земље порекла искључиво из економских разлога, да желе масовно да населе Србију, да су прекршили закон због ирегуларног преласка границе, да су то опасне особе склоне тероризму. Такође, избеглице се често у јавном простору представљају као себичне особе, као људи који искоришћавају социјалне бенефите земље у којој се налазе и теже да униште културу и идентитет земље у коју су дошли.

## Најчешћа лична својства која су основ дискриминације избеглица
Дискриминација је увек заснована на неком стварном или претпостављеном личном својству појединца или групе људи. Лична својства која су најчешћи основ дискриминације према избеглицама су раса, боја коже, држављанство, национална припадност или етничко порекло, језик, изглед, верско или политичко убеђење. Међутим, у посебно раљивом положају је део избегличке популације који може бити дискриминисан и на основу пола, сексуалне оријентације, родног идентитета и др.
Што се тиче области дискриминације, избеглице, као и сви остали грађани, могу бити дискриминисани у свим областима друштвеног живота. Дискриминацију може починити свако (од радника за шалтером, полицајца, лекара до непознате особе на улици) и може се десити на свим местима (од суда до градског превоза). „Дискриминација може бити директна или индиректна, намерна или почиљена из незнања.”

## Забрана дискриминације избеглица и миграната у Србији

### Међународни правни оквир
Конвенција о статусу избеглица је најважнији међународни документ из области избегличког права, а који је ратификовала Република Србија. Према овој конвенцији државе уговорнице ће „примењивати одредбе ове конвенције на избеглице без дискриминације у погледу расе, вере или земље порекла”.
Република Србија је ратификовала и Међународни пакт о грађанским и политичким правима, те су према Закону о ратификацији међународног пакта о грађанским и политичким правима „сва лица једнака пред законом и имају право без икакве дискриминације на подједнаку заштиту закона. У том смислу, закон мора да забрањује сваку дискриминацију и да обезбеди свим лицима подједнаку и успешну заштиту против сваке дискриминације, нарочито у погледу расе, боје, пола, језика, вере, политичког или другог убеђења, националног или социјалног порекла, имовног стања, рођења или сваког другог стања”. Према овом међународном документу изузетак су само политичка права која припадају само држављанима, не и избеглицама и мигрантима.
Још један важан међународни документ који је ратификовала Република Србија је Међународни пакт о економским, социјалним и културним правима. Према Закону о ратификацији међународног пакта о економским, социјалним и културним правима, све државе чланице гарантују да ће „сва права која су у њему формулисана бити остваривана без икакве дискриминације засноване на раси, боји, полу, језику, вери, политичком мишљењу или каквом другом мишљењу, националном или социјалном пореклу, имовинском стању, рођењу или каквој другој околности”.
С обзиром да су деца из избегличке и мигрантске популације једна од најрањивијих друштвених група, те у већем ризику од дискриминације, у изузетно важне конвенције спада и Конвенција о правима детета. Према Закону о ратификацији конвенције УН о правима детета, „државе чланице ове конвенције поштују и обезбеђују права садржана у Конвенцији сваком детету под њиховом јурисдикцијом, без икакве дискриминације и без обзира на расу, боју коже, пол, језик, вероисповест, политичко и друго убеђење, национално, етничко или социјално порекло, имовно стање, онеспособљеност, рођење или други статус детета или његовог родитеља или законитог старатеља”. У складу са овим законом, државе треба да обезбеде деци заштиту од свих облика дискриминације.
Расна дискриминација дефинисана је у Конвенцији о укидању свих облика расне дискриминације коју је ратификовала и Србија. Према Закону о ратификацији конвенције о укидању свих облика расне дискриминације, израз расна дискриминација је дефинисан као „свако разликовање, искључивање или давање првенства који се заснивају на раси, боји, прецима, националном или етничком пореклу који имају за сврху или за резултат да наруше или да компромитују признавање, уживање или вршење, под једнаким условима, људска права и основне слободе на политичком, економском, социјалном и културном пољу или у свакој другој области јавног живота”.
Република Србија је ратификовала и Конвенцију о елиминацији свих облика дискриминације жена.

### Национални правни оквир
Према Уставу Републике Србије забрањује се свака дискриминација „по било ком основу, а нарочито по основу расе, пола, националне припадности, друштвеног порекла, рођења, вероисповести, политичког или другог уверења, имовног стања, културе, језика, старости и психичког или физичког инвалидитета”.
Кровни закон којим се у Републици Србии уређује забрана дискриминације, дефинишу њени облици и поступци заштите јесте Закон о забрани дискриминације. Према овом закону, забрањује се "свако неоправдано прављење разлике или неједнако поступање, односно пропуштање (искључивање, ограничавање или давање првенства), у односу на лица или групе као и на чланове њихових породица или њима блиска лица, на отворен или прикривен начин, а који се заснива на раси, боји коже, прецима, држављанству, националној припадности или етничком пореклу, језику, верским или политичким убеђењима, полу, родном идентитету, сексуалној оријентацији, имовном стању, рођењу, генетским особеностима, здравственом стању, инвалидитету, брачном и породичном статусу, осуђиваности, старосном добу, изгледу, чланству у политичким, синдикалним и другим организацијама и другим стварним, односно претпостављеним личним својствима".

## Повереник за заштиту равноправности
Повереник за заштиту равноправности Републике Србије је независна и самостална државна инстутуција специјализована за спречавање свих облика дискриминације и заштиту равноправности. Основан је на основу Закона о забрани дискриминације 2009. године. Повереник за заштиту равноправности, између осталог, прима и разматра притужбе због дискриминације коју може поднети свако правно или физичко лице или група која сматра да је претрпела дискриминацију, укључујући избеглице, мигранте и тражиоце азила. Притужбе могу поднети и организације које се баве заштитом људских права, као и било које друго лице које има сагласност особе или групе која сматра да је претрпела дискриминацију.
У свом мандату, Повереник за заштиту равноправности има и механизме којима упозорава јавност на најчешће, типичне и тешке случајеве дискриминације. У контексту дискриминације избеглица, миграната, тражиоца азила и, генерално, странаца у Србији, Повереник за заштиту равноправности издао је упозорење због расистичких и ксенофобних коментара на друштвеним мрежама упућених држављанки Конга која студира у Србији, перформанса политичара Бошка Обрадовића у којем меша течности различитих боја, те подстиче стварање непријатељског окружења према изгеглицама, мигрантима и особама другачије боје коже и етничког порекла и др.
Притужба Поверенику за заштиту равноправности се подноси писаним путем, и-мејлом са скенираним потписом подносиоца, али и усмено уз записник. За подношење притужбе се не плаћа такса или било која друга накнада.